# Campeonato Europeo de Voleibol Masculino de 2003
El XXIII Campeonato Europeo de Voleibol Masculino fue realizado en Alemania. El certamen tuvo lugar del 5 al 14 de septiembre de 2003. El campeón de esta edición fue Italia quien obtuvo su quinto título continental.

## Sedes
| Ciudad | Instalación | Capacidad |
| ------ | ----------- | --------- |
| Berlín | -           | -         |

## Clasificación
Los 12 boletos al campeonato se decidieron de la sig. manera: 1 sería para el Anfitrión (Alemania), 5 boletos para los mejores colocados en el Campeonato Europeo de Voleibol Masculino de 2001 a excepción del anfitrión, que fueron: Serbia y Montenegro, Italia, Rusia, República Checa y Polonia y los últimos 6 boletos fueron para los ganadores de la Clasificación que consistía en 4 grupos de 4 y clasificaban los primeros lugares y los 2 mejores segundos.

## Equipos
| Grupo A             | Grupo B         |
| ------------------- | --------------- |
| Bulgaria            | República Checa |
| Grecia              | Francia         |
| Países Bajos        | Alemania        |
| Polonia             | Italia          |
| Rusia               | España          |
| Serbia y Montenegro | Eslovaquia      |

## Formato
La competición se divide en dos fases: la fase de grupos y la fase de play-off. En la fase de grupos los equipos se dividen en 2 grupos de 6 equipos cada uno y los 2 primeros de cada grupo avanzan a los play-off. En los play-off se jugaron las semifinales, partido por el tercer lugar y final.

## Fase de grupos

### Grupo A
| Equipo              | J | G | P | SG | SP | DS | PTS |
| ------------------- | - | - | - | -- | -- | -- | --- |
| Serbia y Montenegro | 5 | 4 | 1 | 14 | 5  | +9 | 9   |
| Rusia               | 5 | 3 | 2 | 10 | 9  | +1 | 8   |
| Países Bajos        | 5 | 3 | 2 | 10 | 10 | 0  | 8   |
| Polonia             | 5 | 2 | 3 | 11 | 11 | 0  | 7   |
| Bulgaria            | 5 | 2 | 3 | 7  | 11 | -4 | 7   |
| Grecia              | 5 | 1 | 4 | 7  | 13 | -6 | 6   |

### Grupo B
| Equipo          | J | G | P | SG | SP | DS  | PTS |
| --------------- | - | - | - | -- | -- | --- | --- |
| Italia          | 5 | 5 | 0 | 15 | 2  | +13 | 10  |
| Francia         | 5 | 4 | 1 | 13 | 4  | +9  | 9   |
| Alemania        | 5 | 3 | 2 | 10 | 8  | +2  | 8   |
| España          | 5 | 2 | 3 | 7  | 11 | -4  | 7   |
| República Checa | 5 | 1 | 4 | 5  | 13 | -8  | 6   |
| Eslovaquia      | 5 | 0 | 5 | 3  | 15 | -12 | 5   |

## Play-off
|  | Semifinales              | Semifinales              |   |                          | Final                    | Final |  |
|  |                          |                          |   |                          |                          |       |  |
|  |                          |                          |   |                          |                          |       |  |
|  | Berlín, 13 de septiembre |                          |   |                          |                          |       |  |
|  | Italia                   | 3                        |   |                          |                          |       |  |
|  | Rusia                    | 0                        |   |                          |                          |       |  |
|  |                          |                          |   |                          |                          |       |  |
|  |                          |                          |   |                          | Berlín, 14 de septiembre |       |  |
|  |                          |                          |   |                          | Italia                   | 3     |  |
|  |                          | Francia                  | 2 |                          |                          |       |  |
|  |                          |                          |   |                          |                          |       |  |
|  |                          |                          |   |                          |                          |       |  |
|  |                          |                          |   |                          | Tercer lugar             |       |  |
|  | Berlín, 13 de septiembre | Berlín, 13 de septiembre |   | Berlín, 14 de septiembre | Berlín, 14 de septiembre |       |  |
|  | Serbia y Montenegro      | 2                        |   | Rusia                    | 3                        |       |  |
|  | Francia                  | 3                        |   |                          | Serbia y Montenegro      | 1     |  |

### Semifinales
| Fecha    | Partido             | Partido | Partido | Resultado |
| -------- | ------------------- | ------- | ------- | --------- |
| 13.09.03 | Italia              | -       | Rusia   | 3-0       |
| 13.09.03 | Serbia y Montenegro | -       | Francia | 2-3       |

### 3º Lugar
| Fecha    | Partido | Partido | Partido             | Resultado |
| -------- | ------- | ------- | ------------------- | --------- |
| 14.09.03 | Rusia   | -       | Serbia y Montenegro | 3-1       |

### Final
| Fecha    | Partido | Partido | Partido | Resultado |
| -------- | ------- | ------- | ------- | --------- |
| 14.09.03 | Italia  | -       | Francia | 3-2       |

## 5º al 8º puesto
|  | Semifinales              | Semifinales              |   |                          | Final                    | Final |  |
|  |                          |                          |   |                          |                          |       |  |
|  |                          |                          |   |                          |                          |       |  |
|  | Berlín, 13 de septiembre |                          |   |                          |                          |       |  |
|  | Países Bajos             | 3                        |   |                          |                          |       |  |
|  | España                   | 2                        |   |                          |                          |       |  |
|  |                          |                          |   |                          |                          |       |  |
|  |                          |                          |   |                          | Berlín, 14 de septiembre |       |  |
|  |                          |                          |   |                          | Polonia                  | 3     |  |
|  |                          | Países Bajos             | 0 |                          |                          |       |  |
|  |                          |                          |   |                          |                          |       |  |
|  |                          |                          |   |                          |                          |       |  |
|  |                          |                          |   |                          | Tercer lugar             |       |  |
|  | Berlín, 13 de septiembre | Berlín, 13 de septiembre |   | Berlín, 14 de septiembre | Berlín, 14 de septiembre |       |  |
|  | Polonia                  | 3                        |   | España                   | 1                        |       |  |
|  | Alemania                 | 1                        |   |                          | Alemania                 | 3     |  |

### Definición de encuentros
| Fecha    | Partido      | Partido | Partido  | Resultado |
| -------- | ------------ | ------- | -------- | --------- |
| 13.09.03 | Países Bajos | -       | España   | 3-2       |
| 13.09.03 | Polonia      | -       | Alemania | 3-1       |

### 7º y 8º puesto
| Fecha    | Partido | Partido | Partido  | Resultado |
| -------- | ------- | ------- | -------- | --------- |
| 14.09.03 | España  | -       | Alemania | 1-3       |

### 5º y 6º puesto
| Fecha    | Partido | Partido | Partido      | Resultado |
| -------- | ------- | ------- | ------------ | --------- |
| 14.09.03 | Polonia | -       | Países Bajos | 3-0       |

## Medallero
|        |         |       |
| Italia | Francia | Rusia |

## Clasificación Final
| 1. Italia              |
| 2. Francia             |
| 3. Rusia               |
| 4. Serbia y Montenegro |
| 5. Polonia             |
| 6. Países Bajos        |
| 7. Alemania            |
| 8. España              |
| 9. Bulgaria            |
| 9. República Checa     |
| 11. Grecia             |
| 11. Eslovaquia         |

## Premios Individuales
Jugador Más Valioso
 Andrea Sartoretti
Mejor Anotador
 Richard Schuil
Mejor Rematador
 Piotr Gruszka
Mejor Bloqueador
 Luigi Mastrangelo
Mejor Servidor
 Andrea Sartoretti
Mejor Receptor
 Samuele Papi
Mejor Levantador
 Nikola Grbic
Mejor Excavador
 Hubert Henno
| Predecesor: República Checa 2001 | XXIII Campeonato Europeo de Voleibol Masculino 2003 | Sucesor: Italia-Serbia 2005 |

- Datos: Q819247